# Hans Gramm
Hans Theodor Christian Rudolf Gramm (* 3. Mai 1906 in Hamburg; † 10. September 1967 in Keitum auf Sylt) war ein deutscher Jurist.

## Leben

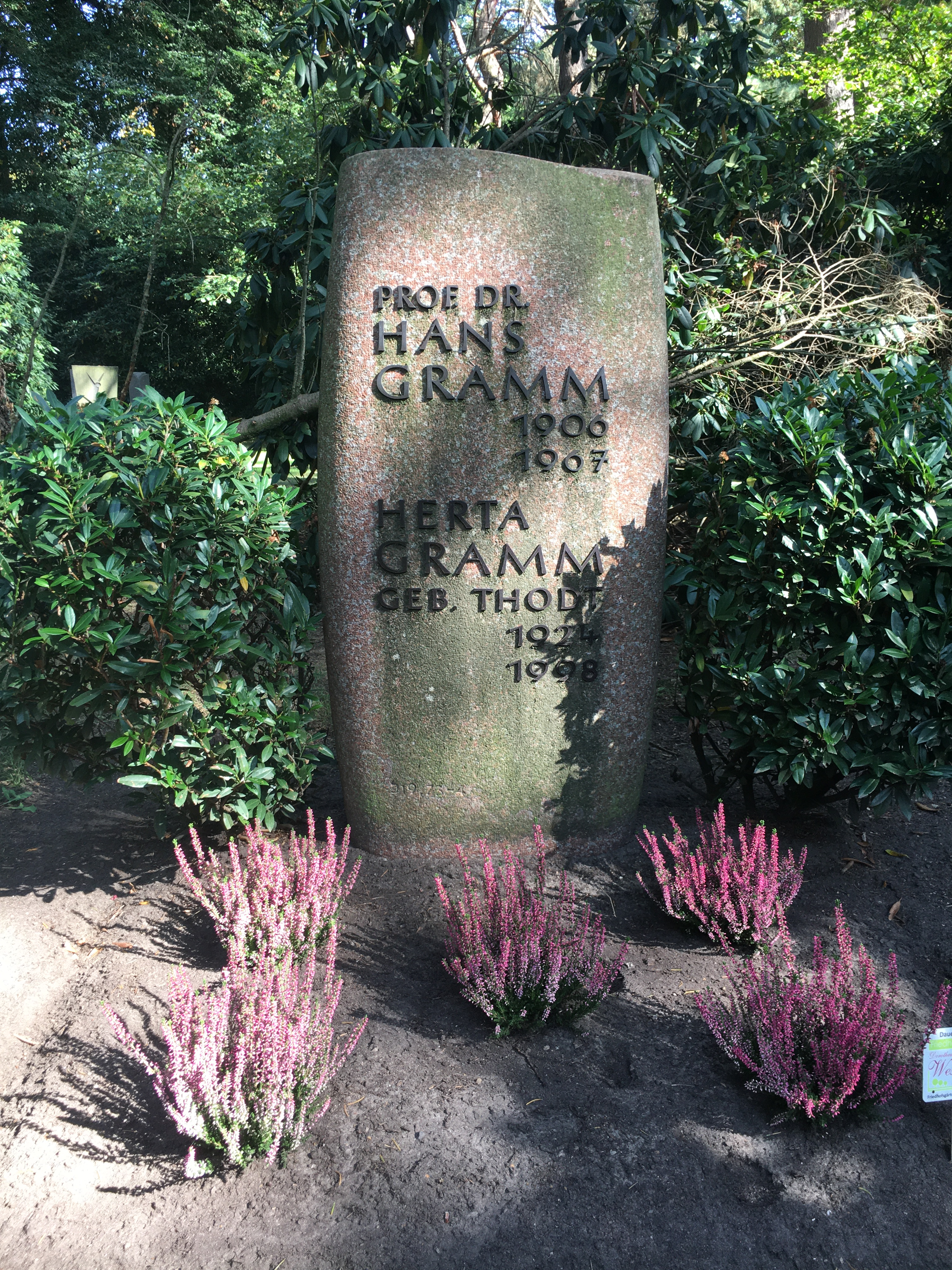
Grabstätte auf dem Friedhof Ohlsdorf

Gramm absolvierte ein Studium der Rechtswissenschaft an der Universität Hamburg und legte 1927 die erste juristische Staatsprüfung ab. Danach folgte sein Vorbereitungsdienst im OLG-Bezirk Hamburg. 1929 wurde Gramm mit einer von Leo Raape betreuten Dissertation über Das Wesen des Testamentsvollstreckers zum Doktor der Rechte promoviert. Nach Bestehen der zweiten juristischen Staatsprüfung begann er 1931 seine Assessortätigkeit in Hamburg. Ab Mai 1933 war er Richter am Amtsgericht Hamburg. Anfang Januar 1935 wurde er an das Reichsjustizministerium abgeordnet, wo er zunächst Hilfsreferent war und rasch Karriere machte: 1937 Amtsgerichtsrat, 1939 Oberregierungsrat und 1941 Ministerialrat. Er wurde 1941 Erster persönlicher Referent des kommissarischen Justizministers Franz Schlegelberger. Am 5. März 1940 hatte er die Aufnahme in die NSDAP beantragt und wurde zum 1. Juni desselben Jahres aufgenommen (Mitgliedsnummer 7.623.993). Nach der Entlassung Schlegelbergers Ende 1942 verließ im Februar 1943 auch Gramm das Ministerium. Ab März 1943 bis zur Gefangennahme im April 1945 war er in der Wehrmacht, zuletzt als Leutnant d. R.
Nach kurzer Tätigkeit im Bankwesen wirkte er ab Ende 1946 am Oberlandesgericht Hamburg, zuletzt ab Oktober 1953 als Senatspräsident. 1947 sagte er im Nürnberger Juristenprozess als Zeuge aus.
In den 1950er Jahren war er an mehreren, auch internationalen Schiedsgerichtsverfahren beteiligt. Von 1955 bis 1964 war er Vorsitzender des Hamburgischen Richtervereins und Angehöriger des Richterwahlausschusses. 1962 Vorsitzender im Ausschuss für die Reform des Seehandelsrechts, im Verein für Internationales Seerecht und im Ausschuss über die Neuregelung der Konnossementshaftung. 1963 wurde er Mitglied des Hamburgischen Verfassungsgerichts, 1964 Honorarprofessor der Universität Hamburg.
Gramm war zweimal verheiratet, aus der ersten Ehe mit Charlotte Worthmann (1933–1957) gingen drei Kinder hervor. Er verstarb im Alter von 61 Jahren und wurde auf dem Friedhof Ohlsdorf beigesetzt. Die Grabstätte im Planquadrat J 19 liegt gegenüber von Kapelle 3.

## Schriften
- Das Wesen des Testamentsvollstreckers, erläutert an der Rechtsprechung. Niemann, 1929
- Das neue deutsche Seefrachtrecht nach den Haager Regeln. Vlg. Mittler 1938
- 1939 Kommentar zum Einführungsgesetz für die 10. Auflage des Staudinger
- 1939 Mitarbeit am Palandt (ab der 7. Auflage), er kommentierte insbesondere das Recht der Schuldverhältnisse
- Hans Gramm, Walter Gäde: Hand-Kommentar zum Schleswig-Holsteinischen Betriebsrätegesetz, Gesetz zur Regelung vordringlicher Angelegenheiten des Betriebsräterechts vom 3. Mai 1950. Möller, 1950